# Konektor

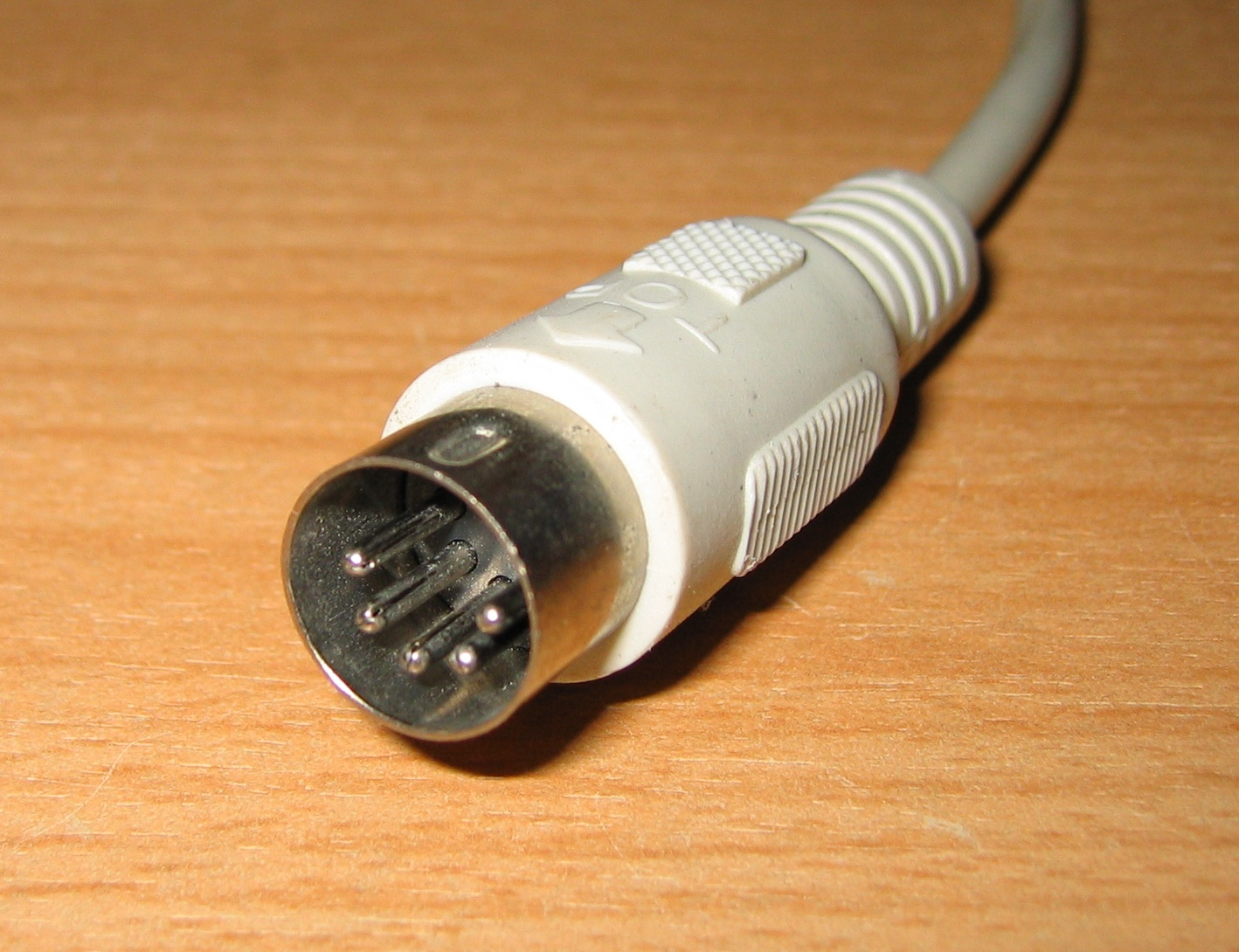
DIN konektor

Konektor je elektrotechnická součástka, která zajišťuje zasunovací slaboproudé elektrické spojení vodičů a kabelů rozebíratelné (připojitelné a odpojitelné) opakovatelně bez nástrojů (nářadí). Konektorem, případně konektorovým spojením se nazývá nejčastěji propojení slaboproudých vedení včetně vysokofrekvenčních nebo datových signálů. Spojení rozebíratelné bez nástrojů, kde kontakty jsou na povrchu elektrotechnické součástky a protikus je součástí složitějšího zařízení je patice. Jako svorka se označuje připojovací místo na elektrickém přístroji, kde je jednotlivý vodič připojován pomocí nástroje. Tyto názvy jsou pro konkrétní způsoby připojení typické, ale nedodržují se důsledně.
Obdobné spojení určené pro napájení se běžně nazývá zásuvkové.

## Vlastnosti konektorového spojení
Mechanicky musí být spojení pevné, otřesuvzdorné, vodotěsné, přesně orientované, jednoznačné. Tak, aby bylo zajištěno opakované spojování a rozpojování. Elektricky musí být zajištěn jednoznačný vodivý kontakt, musí se spojit konkrétní vodiče. Konektor nemá vnášet do spoje elektrický odpor. Měla by být zajištěna otěruvzdornost kontaktů a zachování elektrických vlastností i po opakovaných spojeních a rozpojeních. Toho se dosahuje pečlivým výběrem materiálů a geometrie kontaktních prvků.

## Konstrukce konektorů
Rozlišujeme:
- Tělo konektoru – mechanická část sestavená z plastových a kovových výlisků. Zajišťuje mechanické spojení a izolační vlastnosti konektoru. Součástí bývá také spona, která svírá plášť kabelu a brání vytržení vodičů.
- Kontaktní prvky zajišťují elektrické spojení. Základní a nejčastěji použitý tvar kontraktních prvků jsou kolík kruhového průřezu (dutinka). Odtud také rozlišení konektorů v angličtině na male/female, do češtiny překládané samec/samice.

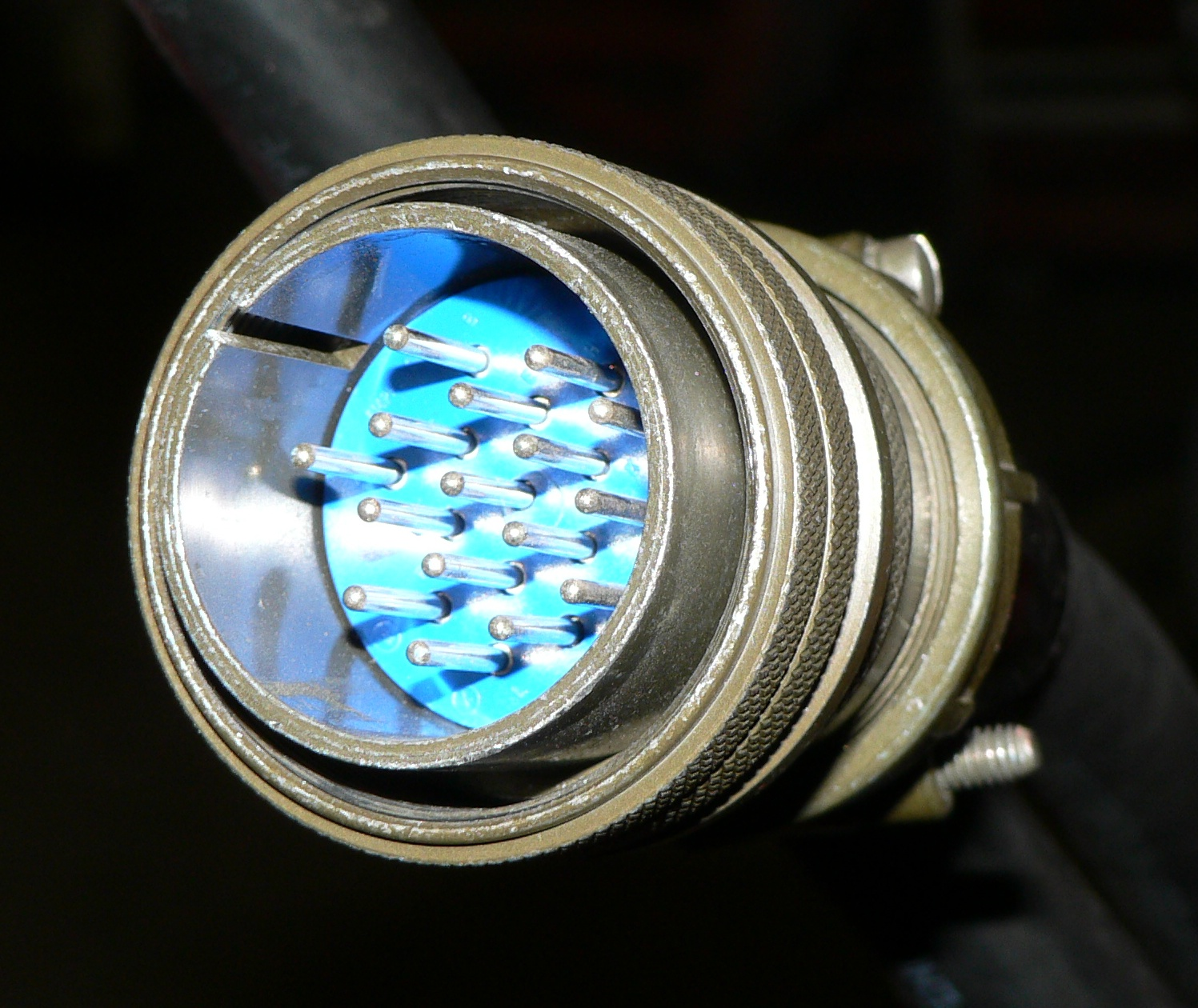
Mnohapólový konektor

## Použití konektorů
U konektorového spojení je vždy alespoň jedna část upevněna na kabelu nebo výměnné (pohyblivé) jednotce. Protikus může být také součástí kabelu, nebo je napevno namontovaný. Často je v zařízení několik elektricky i mechanicky shodných konektorů. Liší se pouze takzvaným klíčem, výstupkem nebo zářezem, který zaručuje nezáměnnost připojovaných kabelů nebo zásuvných jednotek.